# 排比
排比也被称为对句法、平行结构或平行构造。是一种修辞手法，利用三句或以上结构和长度均类似、意义相关或相同的词，短语或句子排列起来，达到一种加强语势的效果。它可使文章的节奏感更強烈，条理性更好，更利于表达强烈的感情，並且增強可读性。

## 分類

### 短語排比
- 「坐山看虎鬥，借刀殺人，引火吹風，站乾岸兒，推倒油瓶不扶，都是全掛子的武藝。」——出自曹雪芹的《紅樓夢》
- 「我的桌上擺滿了東西，小小的玩偶，厚厚的字典，長長的鉛筆，真的是琳瑯滿目，應有盡有。」
- 「這個秋夜，是寂靜的，是溫和的，是夢幻的。」

### 句子排比
- 「思考是開向智慧的一扇明窗，思考是刺向未知迷障的一把利劍，思考是通向成功的一道橋樑。人們因為思考而成就偉大的文明。」
- 「大地像是一位巨人，綿延的山丘是他的起伏的胸肌，茂密的森林是他的頭髮和鬍鬚，天空的太陽是他手上的紅氣球。」

### 段落排比
- 「親親我的寶貝，我要越過高山。尋找那已失蹤的太陽，尋找那已失蹤的月亮。親親的我的寶貝，我要越過海洋。尋找那已失蹤的彩虹，抓住那瞬間失蹤的流星。」節錄自周華健的《親親的我的寶貝》
- 「在沁涼如水的夏夜中，有牛郎織女的故事，才顯得星光晶亮；在群山萬豁中，有竹籬茅舍，才顯得詩意盎然；在晨曦原野中，有拙重的老牛，才顯得純樸可愛。」
- 「燕子去了，有再來的時候；楊柳枯了，有再青的時候；桃花謝了，有再開的時候。」節錄自朱自清的《匆匆》

## 与其他修辞手法之比较
對偶必須字數相等、兩兩相對，要求两个结构相同、长度相同、词语对称嚴謹的對偶更要求平仄互對。排比則不拘，仅要求結構、長度等大致相似、没有类似的对称效果。對偶宜避免意同或相同之字，排比卻往往意思相同、字也相同。由以下兩例可看出兩者不同。
- 對偶：「『白日依山盡，黃河入海流』、『欲窮千里目，更上一層樓』。」（王之渙《登鸛鵲樓》）
- 排比：「這種樂器在我國民間很流行，『剃頭店裡有之，裁縫店裡有之，江北船上有之，三家村裡有之』。」（豐子愷）

根據陳望道的《修辭學發凡》（226頁），兩个句子或以上的並列句子，也可以稱為排比句；只是一般為了加強句子的氣勢，多用三個或以上。